# Oton (Ervenik)
Oton es una localidad de Croacia en el ejido del municipio de Ervenik, condado de Šibenik-Knin.

## Geografía
Se encuentra a una altitud de  m s. n. m. a 288 km de la capital nacional, Zagreb.

## Demografía
En el censo 2011 el total de población de la localidad fue de 164 habitantes.
| Gráfica de población de Oton 1857-2011                              |
|                                                                     |
| Según los censos de población de la oficina estadística de Croacia. |